# Neobagrus fuscus
Neobagrus fuscus es una especie de peces de la familia Amblycipitidae en el orden de los Siluriformes.

## Hábitat
Es un pez de agua dulce